# VM Monoplace
Der VM Monoplace war ein Rennwagen, der in den 1950er-Jahren vom Rennfahrer Viglielmo Matozza konstruiert und 1954 von ihm zugleich als Fahrer zum Grand Prix des Frontières in Belgien angemeldet wurde. Der Wagen und sein Konstrukteur gingen dadurch in die Automobilsportgeschichte ein, dass keine Zulassung zum Rennen erfolgte, weil Matozza – der bis zuletzt intensiv an seinem Fahrzeug gearbeitet hatte – infolge Übermüdung das Qualifikationstraining verschlief. Letztlich nahm der VM Monoplace an keinem Rennen teil.

## Der VM Monoplace
Der Wagen wurde konstruiert von dem Gelegenheitsrennfahrer Viglielmo Matozza, der in den 1930er-Jahren mit einem Alfa Romeo RL an verschiedenen Sportwagenrennen in Belgien teilgenommen hatte, wie im Juni 1933 am achten Grand Prix des Frontières im belgischen Chimay (Abbruch nach technischem Defekt), im Juli 1933 beim 24-Stunden-Rennen von Spa-Francorchamps (neunter Platz), und im Jahr 1935 wiederum beim Grand Prix des Frontières (siebter Platz). Weitere Rennaktivitäten Matozzas sind dann erst ab 1954 bekannt.
Matozza konstruierte den VM Monoplace nach dem Reglement der Formel 1. Über die technischen Details des Autos ist nichts bekannt. Übereinstimmend berichten die Quellen allerdings, dass der VM von einem Tatra-Motor angetrieben wurde. Viglielmo Matozza benannte den Wagen nach seinen Initialen („VM“); der französische Namenszusatz „Monoplace“ steht für die von ihm gewählte, spezielle Einsitzer-Bauweise als (einsitziger) offener Rennwagen mit freistehenden Rädern.

## Grand Prix des Frontières 1954
Der VM Monoplace wurde von Matozza unter eigenem Namen angemeldet zum 24. Grand Prix des Frontières, der am 6. Juni 1954 in Chimay stattfand. Das Rennen war kein Lauf zur Formel-1-Weltmeisterschaft. In der Woche vor dem Rennen arbeitete Matozza unter Zeitdruck an der Fertigstellung seines Autos. Er schaffte es, das Fahrzeug rechtzeitig nach Chimay zu bringen. Als er dort angekommen war, schlief er jedoch übermüdet ein und verschlief das Qualifikationstraining. Er wachte erst auf, als das Training beendet und die Startplätze vergeben waren. Damit war eine Rennteilnahme ausgeschlossen. Eine Meldung zu weiteren Formel-1-Rennen erfolgte nicht.
Der britische Motorsporthistoriker Mike Lawrence bezeichnete den Vorfall als eine „der traurigsten Geschichten in der Geschichte des Motorsports“.
Es gibt Berichte, dass das Fahrzeug später in einen Sportwagen der 2-Liter-Klasse umgebaut und von Matozza bei Bergrennen verwendet wurde.